# کارناوال

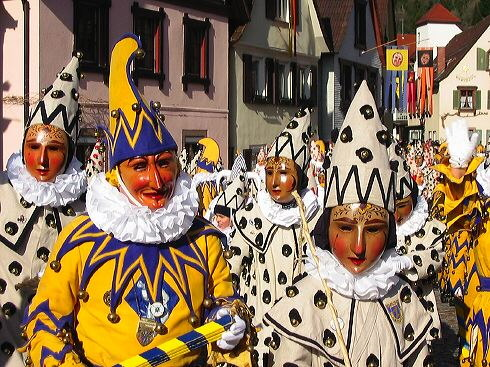
دلقک‌های اشوابی-آلیمانی در وولفاخ، جنوب آلمان.

کارناوال یا شادپیمایی، یک جشن یا به عبارتی رژه همگانی در خیابان است که همراه با آن عنصرهایی از سیرک‌بازی و رقص‌های خیابانی آمیزه شده‌است. کارنوال بیشتر متعلق به فرهنگ رومی-کاتولیک است و کمتر عنصرهای پروتستانی را در خود دارد. با این وجود، این جشن در بیشتر جهان غرب جای محکم خود را پیدا کرده‌است.
اوج جشن کارنوال در ۲ هفته قبل از زمان روزه مسیحیان است.
در بخش‌هایی از خاور و جنوب آلمان و اتریش جشن‌های کارناوال را فاشینگ (Fasching) می‌نامند.

## واژه‌شناسی
شادپیمایی در فارسی در معنی پیمودن مسافتی توسط دسته و گروهی به حالت شاد است.
این معنی در زبان‌های اروپایی کارناوال نامیده می‌شود که واژه‌ای ترکیبی متشکل از دو واژهٔ لاتینی «کارنیس» (به معنای گوشت) و «له‌واره» (به معنای چیزی را از کسی گرفتن) است. در نتیجه این واژه به معنی «حذف گوشت» یا به نوعی وارد شدن به فصل روزه است. در قرون وسطی، زمانی که مقررات پرهیز چهله روزه (دوره‌ای چهل روزه پیش از عید رستاخیز مسیح که در پرهیز و روزه به سر برده می‌شد) سخت‌تر از امروز بوده و به‌طور دقیق رعایت می‌شدند، مردم در چند روز منتهی به چهارشنبه خاکستر، همه غذاهایی که به زودی خوردنشان غیرمجاز می‌شد را می‌خوردند: گوشت، غذاهای چرب، تخم مرغ و … این روزها را در فرهنگ مسیحی غربی به اصطلاح «روزهای چرب» می‌نامیدند که در آنها جشن‌های مردمی همراه با رژه‌های بزرگ و مسابقات سنتی و … برگزار می‌شدند و همگان به پایکوبی می‌پرداختند. اوج این جشن در روز پایانی آن بود که سه شنبه چرب نامیده می‌شد. این جشنها ریشه در فرهنگ پیشامسیحی داشتند و مشابه جشن‌هایی هستند که برای پایان زمستان برگزار می‌شدند.

## مکان‌های بزرگ جشن کارناوال در جهان
در اینجا بعضی از شهرهایی که، کارنوال آنها شهرت جهانی دارد، نامیده شده‌اند.
- سیدنی در استرالیا
- ریودوژانیرو و سائوپائولو در کارناوال برزیل
- سان‌دیه‌گو در کوبا
- نیس در فرانسه
- کلن، دوسلدورف و ماینز در آلمان
- ونیز در ایتالیا
- الست در بلژیک[۳]
- لندن، بریتانیا[۴]
- گلاسگو، بریتانیا[۵]
- پاتراس در یونان
- برابانت در هلند
- کادیس در اسپانیا